# Bemisia spiraeae
Bemisia spiraeae là một loài côn trùng cánh nửa trong họ Aleyrodidae, phân họ Aleyrodinae.
Bemisia spiraeae được Young miêu tả khoa học đầu tiên năm 1944.